# Drowned World Tour
Drowned World Tour — пятый концертный тур американской певицы Мадонны.

## Выступление
Шоу начинается с драматического исполнения «Drowned World/Substitute for Love», Мадонна появляется среди клубов сухого льда, одетая в чёрный топ без рукавов, джинсы с молниями, ошейник с шипами и килт тартан. Она исполнила песню стоя на платформе посреди сцены. Далее следует хаотическое киберпанк-тематическое выступление с песней «Impressive Instant» с танцорами в противогазах. Затем она играет на гитаре «Candy Perfume Girl», что плавно перешло в «Beautiful Stranger». На экранах отображаются сцены из фильма Остин Пауэрс: Шпион, который меня соблазнил и психоделические люминесцентные вихри. Панк-сегмент заканчивается на «Ray of Light», когда Мадонна энергично танцует на сцене, а в конце песни она поет последние строчки из «Drowned World/Substitute for Love».
Гейша-сегмент начинается с видео-интерлюдии «Paradise (Not for Me)» с почти голыми танцорами, подвешенными вниз головой. Далее Мадонна появляется на сцене, одетая в кимоно с очень длинными (пятьдесят два фута длиной) рукавами, исполняя «Frozen», на экранах отображаются силуэты горящих деревьев и кроваво-красные облака. Далее небольшой музыкальный фрагмент из «Open Your Heart» переходит к «Nobody’s Perfect», где была Мадонна изображает жертву за свои грехи. За этим последовала первая часть «Mer Girl», ускоряющаяся и переходящая в спектакль боевых искусств ниндзя и самураев «Sky Fits Heaven», замедляясь и переходя обратно в «Mer Girl». Этот сегмент был вдохновлен китайским фильмом Крадущийся тигр, затаившийся дракон (2000). На экранах показана избитая Мадонна, на сцене она берёт дробовик и стреляет в танцовщика. Это своеобразная отсылка к браку с Шоном Пенном, который неоднократно избивал её. Далее следует интерлюдия — танцевальный микс на «What It Feels Like for a Girl», на экранах показаны кадры насилия из японского аниме «Perfect Blue».
Ковбойский сегмент открывается с акустического гитарного исполнения «I Deserve It», Мадонна посвятила песню её тогдашнему мужу Гаю Ричи. Затем последовал танцевальный номер с «Don’t Tell Me», переходящий в «Human Nature», где она оседлала механического быка. После выступления она исполнила жуткую песню с каннибалистским подтекстом под названием «The Funny Song». Следующая песня была «Secret», на экранах показаны сцены крещения, церемонии суфийских дервишей и буддийских молитв. Сегмент заканчивается песней «Gone», замененная на «You'll See» на некоторых выступлениях в США.
Открывает латинский сегмент музыкальная интерлюдия «Don’t Cry for Me, Argentina», где танцоры танцуют танго. Мадонна появляется и исполняет испанскую версию «What It Feels Like for a Girl» под названием «Lo Que Siente La Mujer», переходящая в акустическую версию «La Isla Bonita», сопровождающаяся танцами фламенко. Сегмент оканчивается.
Мадонна после недолгого отсутствия появляется на сцене, одетая в шубу и D&G футболку с надписью «Mother» спереди и «F*cker» сзади, исполняя попурри «Music Sounds Better With You» группы Stardust и собственную «Holiday». Шоу заканчивается с гетто-тематической «Music», а на экранах показана нарезка из видеоклипов. Фраза «The End» появляется на экранах, показывая, что шоу закончилось.
Некоторые изменения были внесены в последние выступления в Лос-Анджелесе после терактов 11 сентября: Мадонна носила килт цвета американского флага во время открытия шоу как проявление патриотизма; окончание «Mer Girl» было изменено — Мадонна отбросила ружье, обняла танцора и они ушли со сцены вместе. Мрачная каннибалистская песня «Funny Song» была исключена. Кроме того, в качестве сюрприза для Мадонны в последний день концерта, её муж в то время, Гай Ричи, появился в конце «Beautiful Stranger», а все танцоры присоединились к заключительной части танца «Holiday», обычно исполняемый только Мадонной и двумя её бэк-вокалистками. Во время Нью-Йоркского концерта она посвятила песню «Secret» его жителям.

## Сет-лист
В образе неопанка (Вода):
1. «Drowned World/Substitute for Love» (с отрывками из «Music», Ray of Light и «Human Nature»)
2. «Impressive Instant»
3. «Candy Perfume Girl»
4. «Beautiful Stranger»
5. «Ray of Light» (с отрывками из «Drowned World/Substitute for Love»)

В образе гейши/аниме (Воздух):
1. «Paradise (Not for Me)» (видеоинтерлюдия)
2. «Frozen» (с элементами из «Open Your Heart»)
3. «Nobody’s Perfect»
4. Попурри:
  1. «Mer Girl» (Часть I)
  2. «Sky Fits Heaven»
  3. «Mer Girl» (Часть II)
5. «What It Feels Like for a Girl» (Remix) (видеоинтерлюдия)

В образе кантри/вестерн (Земля):
1. «I Deserve It»
2. «Don’t Tell Me»
3. «Human Nature»
4. «Oh Dear Daddy» (The Funny Song)
5. «Secret»
6. «Gone» (на некоторых выступлениях в США заменена на «You'll See»)

В латинском/цыганском образе (Огонь):
1. «Don’t Cry for Me Argentina» (Инструментальная интерлюдия)
2. «Lo Que Siente La Mujer» (What It Feels Like for a Girl)
3. «La Isla Bonita»

В городском/сутенёрском образе (Огонь):
1. «Holiday» (с элементами «Music Sounds Better with You»)
2. «Music»

## Даты тура
| Дата             | Город          | Страна         | Место проведения                 |
| ---------------- | -------------- | -------------- | -------------------------------- |
| Европа           |                |                |                                  |
| 9 июня 2001      | Барселона      | Испания        | Palau Sant Jordi                 |
| 10 июня 2001     | Барселона      | Испания        | Palau Sant Jordi                 |
| 13 июня 2001     | Милан          | Италия         | Fila Forum                       |
| 14 июня 2001     | Милан          | Италия         | Fila Forum                       |
| 15 июня 2001     | Милан          | Италия         | Fila Forum                       |
| 19 июня 2001     | Берлин         | Германия       | Max-Schmeling-Halle              |
| 20 июня 2001     | Берлин         | Германия       | Max-Schmeling-Halle              |
| 22 июня 2001     | Берлин         | Германия       | Max-Schmeling-Halle              |
| 23 июня 2001     | Берлин         | Германия       | Max-Schmeling-Halle              |
| 26 июня 2001     | Париж          | Франция        | Palais omnisports de Paris-Bercy |
| 27 июня 2001     | Париж          | Франция        | Palais omnisports de Paris-Bercy |
| 29 июня 2001     | Париж          | Франция        | Palais omnisports de Paris-Bercy |
| 30 июня 2001     | Париж          | Франция        | Palais omnisports de Paris-Bercy |
| 4 июля 2001      | Лондон         | Великобритания | Earls Court Exhibition Centre    |
| 6 июля 2001      | Лондон         | Великобритания | Earls Court Exhibition Centre    |
| 7 июля 2001      | Лондон         | Великобритания | Earls Court Exhibition Centre    |
| 9 июля 2001      | Лондон         | Великобритания | Earls Court Exhibition Centre    |
| 10 июля 2001     | Лондон         | Великобритания | Earls Court Exhibition Centre    |
| 12 июля 2001     | Лондон         | Великобритания | Earls Court Exhibition Centre    |
| Северная Америка |                |                |                                  |
| 21 июля 2001     | Филадельфия    | США            | First Union Center               |
| 22 июля 2001     | Филадельфия    | США            | First Union Center               |
| 25 июля 2001     | Нью-Йорк       | США            | Madison Square Garden            |
| 26 июля 2001     | Нью-Йорк       | США            | Madison Square Garden            |
| 28 июля 2001     | Нью-Йорк       | США            | Madison Square Garden            |
| 30 июля 2001     | Нью-Йорк       | США            | Madison Square Garden            |
| 31 июля 2001     | Нью-Йорк       | США            | Madison Square Garden            |
| 2 августа 2001   | Ист-Ратерфорд  | США            | Continental Airlines Arena       |
| 7 августа 2001   | Бостон         | США            | Fleet Center                     |
| 8 августа 2001   | Бостон         | США            | Fleet Center                     |
| 10 августа 2001  | Вашингтон      | США            | MCI Center                       |
| 11 августа 2001  | Вашингтон      | США            | MCI Center                       |
| 14 августа 2001  | Форт Лодердейл | США            | National Car Rental Center       |
| 15 августа 2001  | Форт Лодердейл | США            | National Car Rental Center       |
| 19 августа 2001  | Атланта        | США            | Филипс-Арена                     |
| 20 августа 2001  | Атланта        | США            | Филипс-Арена                     |
| 25 августа 2001  | Детройт        | США            | The Palace of Auburn Hills       |
| 26 августа 2001  | Детройт        | США            | The Palace of Auburn Hills       |
| 28 августа 2001  | Чикаго         | США            | United Center                    |
| 29 августа 2001  | Чикаго         | США            | United Center                    |
| 1 сентября 2001  | Лас-Вегас      | США            | MGM Grand Garden Arena           |
| 2 сентября 2001  | Лас-Вегас      | США            | MGM Grand Garden Arena           |
| 5 сентября 2001  | Окленд         | США            | Oakland Arena                    |
| 6 сентября 2001  | Окленд         | США            | Oakland Arena                    |
| 9 сентября 2001  | Лос-Анджелес   | США            | Staples Center                   |
| 13 сентября 2001 | Лос-Анджелес   | США            | Staples Center                   |
| 14 сентября 2001 | Лос-Анджелес   | США            | Staples Center                   |
| 15 сентября 2001 | Лос-Анджелес   | США            | Staples Center                   |